# Peter Boorsma
Peter Bauke Boorsma (Bergen, 15 juli 1944) is een Nederlands bestuurder, hoogleraar en voormalig politicus voor het Christen-Democratisch Appèl (CDA).

## Levensloop
Na het behalen van het gymnasiumdiploma te Alkmaar studeerde hij economie aan de Vrije Universiteit Amsterdam. Hij begon zijn carrière als wetenschappelijk medewerker bij de faculteit economische wetenschappen aan de Vrije Universiteit Amsterdam. Daarna was hij hoofd van de afdeling Begrotingsvoorbereiding van het ministerie van Financiën. Vervolgens werd Boorsma lid van de Eerste Kamer der Staten-Generaal. Vanaf 1978 functioneert hij als hoogleraar openbare financiën aan de Universiteit Twente. Daarnaast heeft Boorsma zeer veel bestuursfuncties bekleed.

## Ridderorde
- Ridder in de Orde van Oranje-Nassau, 3 juni 2003